# Johann George von Einsiedel
Johann George von Einsiedel, ab 1745 Graf von Einsiedel, (* 24. Mai 1692; † 17. Januar 1760 in Bayreuth) war ein sächsischer Hofbeamter. Er war Erster Hofmarschall in Dresden und wurde am 9. September 1745 während des kursächsischen Reichsvikariats von Kurfürst Friedrich August II. von Sachsen als Vertreter der Linie Scharfenstein in den Reichsgrafenstand erhoben.

## Leben
Johann George war der älteste Sohn des Geheimen Rats und Oberhofmeisters Hans Haubold von Einsiedel (1654–1700) aus dem sächsischen Adelsgeschlecht Einsiedel. Er erbte 1746 nach dem Tod seines Bruders sämtliche Besitzungen der Linie Scharfenstein, darunter auch die Standesherrschaft Seidenberg-Reibersdorf.
Im Jahre 1748 erwarb er von Benedicta Margaretha von Löwendal deren Herrschaft Saathain im Amt Hayn.
Am 29. Oktober 1749 verkaufte Johann George von Einsiedel die von ihm besessenen Berg- und Hüttenwerke im Amt Sangerhausen, die seine Mutter 1704 erworben hatte, an Bürgermeister und Rat der Stadt Sangerhausen. Ferner besaß er auch das Gut Bahren im Neustädter Kreis.
Er heiratete am 4. November 1720 Eva Charlotte Friederike Gräfin von Flemming (1705–1758), Tochter des Generals Joachim Friedrich von Flemming, und hinterließ die Kinder:
- Christiana Wilhelmina (* 24. September 1726; † 13. Dezember 1798) ⚭ 1756 Carl Heinrich Graf und Herr von Schönburg zu Wechselburg (* 23. Oktober 1729; † 4. Juni 1800)
- Johann Georg Friedrich von Einsiedel (* 18. Dezember 1730; † 21. Juni 1811) ⚭ Eleonore Henriette von Ponickau (* 23. Dezember 1733; † 21. Oktober 1806)
- Detlev Carl (27. August 1737; † 17. Dezember 1810)

⚭ Sidonia Albertine von Schönburg-Lichtenstein (* 10. August 1745; † 1. Mai 1787)
⚭ Johanna Amalie von Pannwitz (* 14. Januar 1750 † 12. Oktober 1810), Witwe des Johann August Heinrich von Röder († 1782)
Sein Leichnam wurde von Bayreuth nach Wolkenburg überführt und dort am 22. Januar 1760 in der Stille beigesetzt.